# Krachtsheide
Krachtsheide ist ein bewohnter Gemeindeteil von Herzberg, einem Ortsteil der Gemeinde Rietz-Neuendorf im Landkreis Oder-Spree in Brandenburg. Das Dorf liegt nahe der Bundesstraße 168 und hat 19 Einwohner.

## Der Name
Der Name ist auf das alte Adelsgeschlecht Kracht zurückzuführen. Die Kracht waren Besitzer vom Gut Lindenberg (Mark). Das heutige Krachtsheide gehörte zu den Besitztümern des Gutes, früher war in Krachtsheide nur Wald (Heide). Dadurch wurde es von jedem Krachtsheide genannt. Um 1500 wurde es das erste Mal erwähnt, jedoch nur als Besitztum und nicht als eigenständiges Dorf.

## Von Kracht
Nach mehreren Besitzern des Gutshofes in Lindenberg folgte um 1500 die Besitzübertragung an die Herrschaft von Bartholomeus und Philipp von Kracht. Jedoch muss es einen Besitzwechsel gegeben haben, denn zwischen 1528 und 1530 wurde ein Valtin Streuman von Ragow als Besitzer des Gutes genannt. Ab 1553 war das Gut wieder vollständig im Besitz der Kracht. Isaac von Kracht, ein Sohn des Bartholomeus, erbte das Gut, und so wurde es ein offizielles und selbstständiges Rittergut. Von Isaacs zahlreichen Söhnen übernahm 1618 sein Sohn Hildebrand als alleiniger Erbe das Gut. Dieser stieg schnell auf in den Rat der brandenburgischen Obersten. Außerdem fungierte er als Oberhauptmann der Festung Küstrin. Hildebrand von Kracht starb 1638. Erbin des Väterlichen Besitzes war seine Tochter Hedwig Sophie von Kracht aus zweiter Ehe. 1694 starb Hedwig Sophie.

## Die Krachtsheide
Hauptsächlich stand der Herrschaft die Krachtsheide als Holzung zur Verfügung. Aus einer Urkunde von 1518 geht hervor, dass der Adel das Recht hatte, seinen kompletten Holzbedarf zu decken. Bauern und Arbeiter durften nur ihren Bedarf an Bauholz aus der Krachtheide decken. Mitten im Wald entstand ein kleiner Hof, er war das Zuhause des Waldeshüters und seiner Familie.

## Wild in Krachtsheide
Der Wildbestand in Krachtsheide war schon immer erhöht, zum Leidwesen der Bauern und zum Glück der Jäger. So ist eine Gruppe von 30 Rehen keine Seltenheit. Damals belebten besonders Hasen, Kaninchen, Fasane, Rebhühner, Wildenten, Füchse, Eichhörnchen und Wildschweine den Wald. Im Spätherbst veranstaltete man zu dieser Zeit große Treibjagden, an denen sich viele Offiziere der Nahen Garnison beteiligten.

## Militär
Zu Zeiten des Kalten Krieges hatte die Sowjetunion ein Ausbildungszentrum in der Heide. Die Soldaten hinterließen viele kleine Gräben und Löcher. Zu Hochzeiten des Ausbildungszentrums wurden sogar zwei Bunker gebaut. Im kleineren Zentrum schlief der Offizier, das größere diente hauptsächlich den Unteroffizieren als Schlafplatz, die einfachen Soldaten mussten draußen schlafen. Noch heute erkennt man die Überreste der Bunker.

## Kleines Dorf, hohe Bauten
Mit hohen Bauten sind hauptsächlich der Feuerturm und das Windrad gemeint. 1962 wurde erstmals ein Holzturm auf dem Schrobitzer Berg errichtet, 1982 wurde er durch den noch heute vorhandenen Turm ersetzt. Auf diesem Turm sind Kameras installiert, die mit Hilfe einer speziellen Software einen Brand oder Rauchentwicklung erkennen können und diesen melden. Das Windrad wurde 1996 erbaut und versorgt ganz Krachtsheide mit Strom.

## Emiliental
Am Emiliental soll früher eine Emilia gelebt haben. Weil es so aussieht, als sei vor dem Berg ein Tal, so wurde dieser Teil Krachtsheides von allen Emiliental genannt.